# Свети Никола (Бродец)
Вижте пояснителната страница за други значения на Свети Никола.
„Свети Никола“ (на македонска литературна норма: „Свети Никола“) е възрожденска църква в горнореканското село Бродец, Северна Македония, част от Тетовско-Гостиварската епархия на Македонската православна църква – Охридска архиепископия.
Църквата е главен храм на селото, разположен в центъра на Бродец. Изграден е в XIX век.
Църковната е куполна базилика с полукръгла апсида на изток. Куполът е осмоъгълен купол с по един затворен правоъгълен прозорец от южната, северната, западната и източната страна. Входната врата е разположена от южната страна, над която има ниша с стенопис, изобразяващ патрона Свети Николай. Вътрешността на църквата е изписана. Стенописити е и иконостасът са изработени от майстори от Дебърската художествена школа.
Църковният двор е ограден с бетонна ограда. Камбанарията е разположена до западната стена на църквата. Долната ѝ част е от камък и има засводени отвори от южната и северната страна, а горната част е шестоъгълна метална конструкция с пирамидален дървен покрив.